# Рогозино (Калужская область)
Рогозино   — деревня в Боровском районе Калужской области. Входит в состав сельского поселения «Деревня Асеньевское».

## География
Рядом Федорино, Данилово.

## Население
| 2002 | 2010 |
| ---- | ---- |
| 3    | ↗12  |

## История
В 1782-году сельцо Рогозино на берегу Шаховского оврага,  относилось к Боровскому уезду Калужского наместничества, во владении  Анны Петровны Смирновой, Натальи Дементьевны Позняковой, Варвары Андреевны Марино.